# Moca (café)
O caffè mocha (também chamado como mocaccino (Italiano: [mokatˈtʃiːno]), é uma bebida quente com sabor de chocolate que é uma variante de um caffè latte (Italiano: [kafˈfɛ lˈlatte]), comumente servido em um copo ao invés de uma caneca. Outras grafias comumente usadas são mochachino e também mochaccino. O nome é derivado da cidade de Mocha, Iêmen, que foi um dos primeiros centros do comércio de café.

## Características

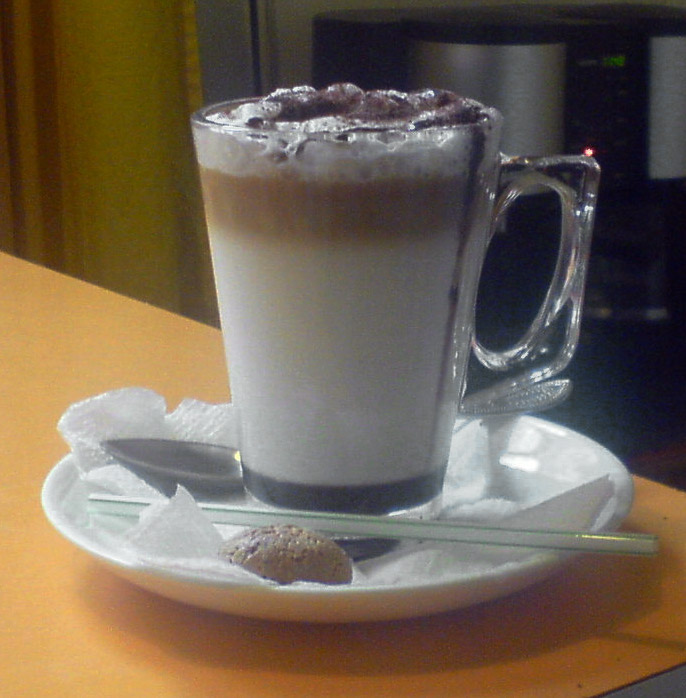
Um caffè mocha com leite, espresso Mocha Arábica, espuma de leite, calda de chocolate e várias coberturas, servido com biscoito Amaretto

Como o café latte, é baseado em café expresso e leite quente, mas com adição de aroma de chocolate e adoçante, normalmente na forma de cacau em pó e açúcar. Muitas variedades usam calda de chocolate, e algumas podem conter chocolate amargo ou ao leite.
Caffè mocha, em sua formulação mais básica, também pode ser chamado de chocolate quente com (por exemplo, uma dose de) café expresso adicionado. Como o cappuccino, os mochas caffè normalmente contêm a espuma de leite distinta no topo; como é comum com chocolate quente, às vezes eles são servidos com chantilly. Eles geralmente são cobertos com uma camada de canela, açúcar ou cacau em pó, e marshmallows também podem ser adicionados por cima para dar sabor e decoração.

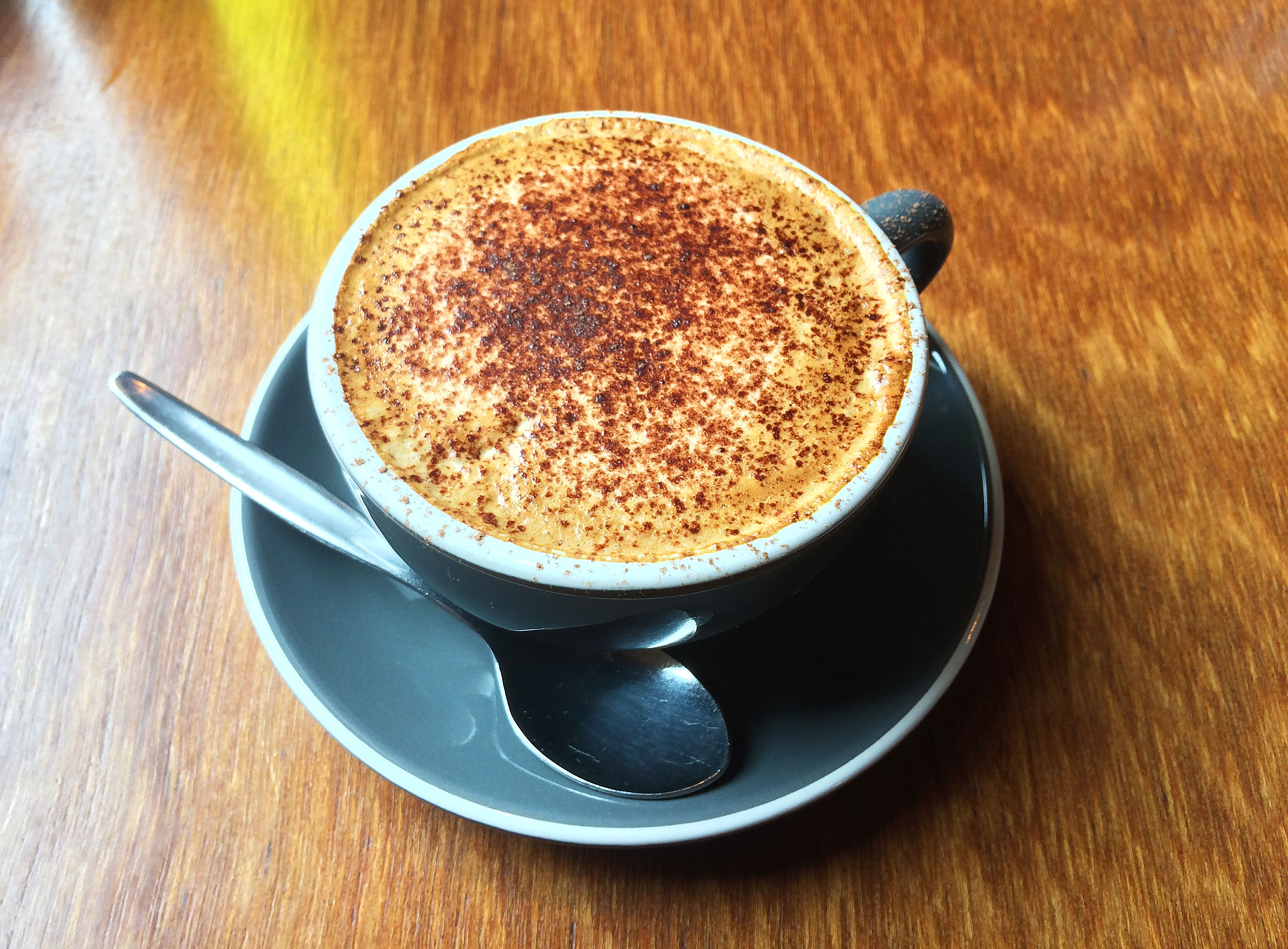
Um moca na Nova Zelândia

Uma varição é o caffè branco, feito com chocolate branco em vez de leite ou escuro. Há também variantes da bebida que misturam os dois xaropes; essa mistura é conhecida por vários nomes, incluindo mocha preto e branco, mocha de mármore, moca tan, mocha de smoking e mocha de zebra.
Outra variação é um mochaccino, que é uma dose (dupla) de café expresso com uma combinação de leite vaporizado e cacau em pó ou leite com chocolate. Ambos mochaccinos e caffè mocha podem ter calda de chocolate, chantilly e coberturas adicionadas como canela, noz-moscada ou lascas de chocolate.
Uma terceira variação do caffè mocha é usar uma base de café em vez de espresso. A combinação seria então café, leite vaporizado e chocolate adicionado. Isso é o mesmo que uma xícara de café misturado com chocolate quente. O teor de cafeína desta variação seria então equivalente à escolha de café incluída.
O teor de cafeína é de aproximadamente 12.7 mg/US fl oz (430 mg/L), que é 152 mg por 12 US fl oz (350 mL) vidro.